# Notafilia

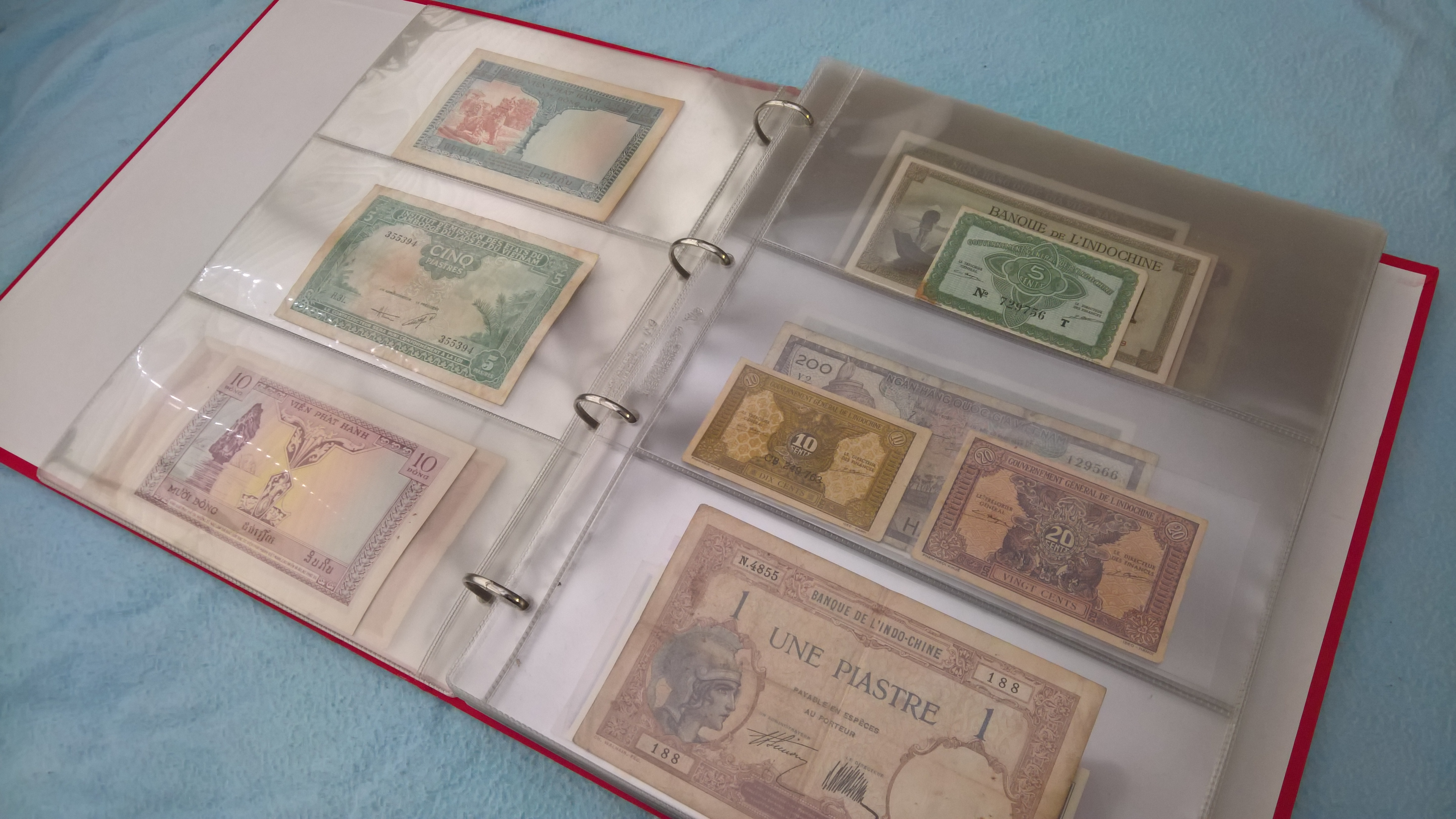
Klaser z kolekcją banknotów

Notafilia, również notafilistyka – nauka zajmująca się badaniem papierowych znaków pieniężnych oraz banknotów, jako gałąź poboczna numizmatyki. Chociaż pierwsze banknoty powstały w VII wieku w Chinach, a w Europie w XVI wieku, początki sięgają lat 20. XX wieku, gdy zaczęto emitować niemieckie serie notgeldów. Od lat 70. zaczął się gwałtowny rozwój notafilii jako osobnej dziedziny. Zaczęto wydawać specjalistyczne katalogi banknotów.